# Welcome to New York
«Welcome to New York» (с англ. «Добро пожаловать в Нью-Йорк») — песня американской певицы и автора-исполнителя Тейлор Свифт, вышедшая 20 октября 2014 года в качестве первого трека в её пятом студийном альбоме 1989 (2014) с помощью лейбла Big Machine Records. Написана и спродюсирована Свифт и Райаном Теддером, а дополнительным продюсером выступил Ноэль Занканелла.
Песня в стиле синти-поп, диско и электропоп с пульсирующими синтезаторами исследует вновь обретенную свободу Свифт, вдохновленную её переездом в Нью-Йорк в марте 2014 года.
Современные музыкальные обозреватели критиковали текст, утверждая, что песне не хватает содержания по сравнению с популярными песнями, посвященными Нью-Йорку. Некоторые другие критики выступили в защиту песни, отметив в ней упоминание о равенстве ЛГБТ, и похвалили постановку. Песня достигла первой десятки в Новой Зеландии и вошла в первую двадцатку чартов в Канаде, Венгрии и Шотландии. В США песня «Welcome to New York» достигла 48 места в Billboard Hot 100 и получила платиновый сертификат Американской ассоциации звукозаписывающих компаний (RIAA). Свифт пожертвовала все доходы от продаж в Департамент образования города Нью-Йорка.

## История
Вдохновленная синти-попом 1980-х годов с синтезаторами, барабанными падами и наложенным вокалом, Тейлор Свифт решила отойти от фирменного кантри-стиля своих предыдущих релизов и включить прямолинейный поп-продакшн в свой пятый студийный альбом 1989, который вышел в 2014 году. Процесс записи начался в середине 2013 года одновременно с началом тура Свифт The Red Tour в поддержку её четвёртого студийного альбома Red (2012).
Свифт вспомнила, что её переезд в Нью-Йорк в марте 2014 года послужил вдохновением для создания «1989», сказав: «Я так долго боялась этого города… Я думала, что никогда не смогу добиться здесь успеха, потому что я не была достаточно смелой, достаточно храброй, чтобы принять этот огромный город во всей его кричащей честности. И вот в какой-то момент я просто подумала: „Я готова“». Она сказала, что энергия города побудила её приступить к реализации «бесконечного потенциала и возможностей». Для этого она активно искала сотрудничества с новыми продюсерами, включая Райана Теддера. Теддер связался со Свифт через голосовую заметку и создал два трека для 1989: «Welcome to New York» и «I Know Places».

## Запись и композиция
Свифт написала текст песни, а затем обратилась к Теддеру с просьбой создать звучание 1980-х годов. Теддер запрограммировал песню на синтезаторе Roland Juno-106 и закончил первое демо в течение трёх часов. Он создал четыре разных варианта песни, но Свифт выбрала в качестве окончательного варианта тот, который был ближе всего к первому демо. Согласно буклету альбома, продюсерами песни были Теддер, Ноэль Занканелла и Свифт. «Welcome to New York» была записана Теддером и Смитом Кэрисоном в студии Conway Recording Studios в Лос-Анджелесе, Калифорния. Она была смикширована Сербаном Генеа в MixStar Studios в Вирджиния-Бич, Вирджиния; и мастеринг провёл Том Койн в Sterling Sound Studios в Нью-Йорке.
«Welcome to New York» — это вступительный трек альбома 1989. Это яркая синти-поп и электропоп песня, инструментированная пульсирующими синтезаторами, хлопающими ритмами, запрограммированными ударными и многодорожечным вокалом. Её продолжительность составляет три минуты и тридцать две секунды (3:32). Пульсирующий синтезатор задает общий тон синти-поп звучания песни 1989. Роб Шеффилд из Rolling Stone описал её как диско-трек. Её текст рассказывает о чувствах Свифт, когда она впервые переехала в Нью-Йорк, и показывает, что она ощущает вновь обретенное чувство свободы. Свифт поёт в легкомысленной манере: «Все здесь раньше были кем-то другим». Слова «Мы впервые уронили наши сумки на пол квартиры / Взяли наши разбитые сердца, положили их в ящик» показывают, что Свифт больше не драматизирует неудачные отношения, что является отходом от её обычных тем. Некоторые издания расценили слова «И ты можешь хотеть того, кого хочешь / Мальчиков и мальчиков, девочек и девочек» как способ Свифт поддержать равенство ЛГБТ.

## Отзывы
Музыкальные критики приняли песню «Welcome to New York» неоднозначно, сочтя её недостаточно содержательной по сравнению с другими популярными песнями, посвященными Нью-Йорку, и не соответствующими артистизму Свифт. Эстер Цукерман из Entertainment Weekly написала: «Она чествует город… но лишь поверхностно». Джон Караманика из The New York Times назвал текст песни «слегка тусклым» и счёл её одной из самых слабых песен 1989 года. В ответ на критику Свифт заявила, что пыталась передать «сиюминутную эмоцию», которая, по её мнению, имеет решающее значение для её роли как автора песен. В ретроспективных обзорах Сэмюэль Р. Мурриан из Parade и Эл Шипли из Spin назвали «Welcome to New York» одним из самых слабых треков альбома 1989.
Роберт Кристгау в рецензии, опубликованной на сайте Cuepoint, считает, что критики были слишком суровы, чтобы не показаться поклонниками Свифт. Он сказал: «Я думаю, глупо требовать социологии от человека, который не может прогуляться по Центральному парку без телохранителей», и защитил взгляды Свифт, учитывая её происхождение из высшего среднего класса, в отличие от большинства представителей среднего класса в Нью-Йорке. На более позитивной ноте Дэниел Д’Аддарио из журнала Time заявил, что песня является «новым видом гимна равенства». По мнению Д’Аддарио, легкомысленная постановка песни и слова «Ты можешь хотеть того, кого хочешь / Мальчиков и мальчиков, девочек и девочек» эффективно пропагандируют сексуальное равенство, хотя и в довольно нюансированной форме. Джейсон Липшутц из Billboard высоко оценил синтезаторную постановку песни, но посчитал, что текст был шагом вниз по сравнению с традиционным ярким написанием песен Свифт.
Несколько критиков отметили, что легкомысленная тема песни и её исполнение задают хороший тон для 1989. Рецензент Consequence of Sound Саша Геффен счел текст песни примером нового беззаботного отношения Свифт, и высказал мнение, что песня не о самом Нью-Йорке, а о «Нью-Йорке как идее — желанной игровой площадке, всегда находящейся немного в недосягаемости». Нейт Скотт из USA Today защитил тему песни, которую другие могли бы осудить как «усталое клише», написав: «Она просто жила этим: Она переехала в Нью-Йорк, и она чувствовала, что её жизнь изменилась с переездом в большой город». Рецензент PopMatters Кори Бэсли признал, что сама песня может звучать безвкусно, но похвалил её как эффективное открытие альбома, потому что «это манифест, а не увертюра». Эндрю Унтербергер из журнала Spin также высоко оценил песню как демонстрацию творческой зрелости Свифт, а Мара Икин из The A.V. Club назвала её одной из лучших песен 1989. Люси Харброн из Clash в ретроспективном обзоре высоко оценила продюсирование и тему песни.

## Релиз и коммерческий успех
Песня «Welcome to New York» была выпущена для цифрового скачивания через iTunes Store 20 октября 2014 года в качестве одного из предрелизных промо-синглов 1989 года. Перед цифровым релизом Свифт поделилась 30-секундным семплом песни на YouTube. В США песня достигла пика на 48 месте в Billboard Hot 100. Позже песня была сертифицирована платиновой Американской ассоциацией звукозаписывающих компаний (RIAA) за продажу 1 000 000 единиц в США.
Песня стала хитом первой десятки в Новой Зеландии, заняв шестое место в чарте New Zealand Singles Chart. Песне удалось попасть в топ-40 чартов нескольких стран, включая Венгрию (16), Шотландию (16), Канаду (19), Испанию (21), Австралию (23), Данию (27) и Великобританию (39). Свифт пожертвовала все доходы от продажи «Welcome to New York» Департаменту образования города Нью-Йорка.

## Концертные исполнения
Свифт была названа официальным послом туризма Нью-Йорка 27 октября 2014 года; позже в тот же день она исполнила песню «Welcome to New York» во время «1989 Secret Sessions», которая транслировалась в прямом эфире Yahoo! и iHeartRadio с Манхэттена. В рамках продвижения альбома 1989 Свифт исполнила «Welcome to New York» на различных телевизионных шоу, включая «Позднее шоу с Дэвидом Леттерманом» и «Доброе утро, Америка». Песня стала открывающей частью регулярного сет-листа мирового тура the 1989 World Tour, в который Свифт отправилась в поддержку 1989 в течение 2015 года. первая акустическая версия на Reputation Stadium Tour в 2018 году На концерте 28 мая 2023 года в Ист-Ратерфорде, Нью-Джерси, Свифт исполнила «Welcome to New York» в качестве «песни-сюрприза» в рамках тура Eras Tour.
Райан Адамс записал акустическую версию песни «Welcome to New York» для своего альбома 1989, в котором были каверы всех песен из аналогичного альбома Свифт. Его версия включает акустическую гитару и, по словам Энни Залески из The A.V. Club, «вокал со стиснутыми зубами и солоноватые ударные». Дэн Кэффри из Consequence of Sound назвал эту песню одной из лучших в альбоме Адамса 1989.

## Участники записи
По данным заметок в альбоме 1989.
- Тейлор Свифт — вокал, автор, продюсер
- Райан Теддер — продюсер, звукозапись, писатель, фоновый вокал, фортепиано, джуно
- Ноэль Занканелла — продюсер, программирование ударных, синтезатор
- Смит Карлсон — запись
- Эрик Эйландс — ассистент звукорежиссёра
- Мэтью Триба — ассистент звукорежиссёра
- Сербан Генеа — сведение
- Джон Ханес — сведение
- Том Койн — мастеринг

## Чарты
| Чарт (2014)                                | Высшая позиция |
| ------------------------------------------ | -------------- |
| Австралия (ARIA)                           | 23             |
| Канада (Billboard Canadian Hot 100)        | 19             |
| Дания (Tracklisten)                        | 27             |
| Европа (Billboard Euro Digital Song Sales) | 20             |
| Франция (SNEP)                             | 85             |
| Венгрия (Single Top 40)                    | 16             |
| Ирландия (IRMA)                            | 55             |
| Япония (Billboard Japan Hot 100)           | 80             |
| Новая Зеландия (Recorded Music NZ)         | 6              |
| Шотландия (OCC Scotland)                   | 16             |
| Испания (PROMUSICAE)                       | 21             |
| Великобритания (OCC UK Singles)            | 39             |
| США (Billboard Hot 100)                    | 48             |

## Сертификации
| Регион                                                                      | Сертификация | Продажи   |
| --------------------------------------------------------------------------- | ------------ | --------- |
| Великобритания (BPI)                                                        | Серебряный   | 200 000   |
| США (RIAA)                                                                  | Платиновый   | 1 000 000 |
| Данные о продажах + прослушиваниях приведены только на основе сертификации. |              |           |

## Welcome to New York (Taylor’s Version)
Перезаписанная версия песни «Welcome to New York», получившая название «Welcome to New York (Taylor’s Version)», была выпущена 27 октября 2023 года в составе четвёртого перезаписанного альбома Свифт 1989 (Taylor’s Version). Песня является частью перезаписанной музыки Свифт после спора о праве собственности на мастера её старой дискографии.